# Mádai Vivien
Mádai Vivien (Budapest, 1989. április 10. –) magyar műsorvezető.

## Életpályája
A gimnáziumot a budapesti Vörösmarty Mihály Gimnázium dráma tagozatán végezte, majd ezután kiment Dániába és ott a Vraa Hojskole-be járt. Az egyetem miatt visszatért Magyarországra, és a Színház-és Filmművészeti Egyetem televíziós műsorkészítő szakán tanult.
Karrierje 2010-ben kezdődött, amikor megkapta az egyik műsorvezetői posztot a Való Világ című valóságshow délutáni beszélgetős műsorában, a NekedValó-ban, ahol Istenes Bence volt a műsorvezetőtársa, és a kiesett villalakókkal, valamint a hozzájuk kapcsolódó emberekkel beszélgettek.
A NekedValó vége után olyan műsorokba hívták, mint a Reggeli vagy a Reflektor. 2013 márciusában a csatornával közös megegyezés alapján Vivien kilépett a Reflektorból, helyét a Viva Tv egykori műsorvezetője, Pintér Adrienn vette át.

## Magánélete
2011 nyarán feleségül ment szintén a televíziónál dolgozó Dávid Bencéhez egy trópusi szigeten, ám nyolc hónap után úgy döntöttek, hogy elválnak.

## Műsorai
- NekedValó (2010-2011)
- Reggeli (2011)
- Reflektor (2011-2013)
- Legenda (2013)
- Fem3 Café (2017-2018)
- Mokka (2017-2022)
- Ninja Warrior Hungary (2017)
- Nicsak, ki vagyok? (2020) nyomozó